# Halicyclops martinezi
Halicyclops martinezi – gatunek widłonoga z rodziny Halicyclopidae. Opisali go w 2015 roku indyjscy zoolodzy Venkateswara Rao Totakura i Yenumula Ranga Reddy. Miejsce typowe to rzeka Godawari we wsi Kotipalli w dystrykcie East Godavari w indyjskim stanie Andhra Pradesh (współrzędne 16°41′36,4″N 82°03′09,9″E/16,693444 82,052750, wysokość 10 m n.p.m.).